# Златна арена за најбољу главну мушку улогу
Златна арена за најбољу главну мушку улогу награда је која се додељује најбољим главним глумцима на Фестивалу играног филма у Пули. Златне арене установљене су 1955. године као југословенске националне филмске награде које су се сваке године дођељивале на Фестивалу играног филма у Пули, а додељивале су се у конкуренцији шест републичких (и две покрајинске) кинематографије бивше Југославије. Од онда се додељују сваке године (изузев 1991. и 1994. године када су доделе биле отказане).
Будући да сваки Фестивал играног филма у Пули укључује приказивање свих локално продуцираних филмова направљених у протеклих 12 месеци (што је могуће због релативно малог броја филмова локалне филмске индустрије), свако укључен у њихово стварање сматра се аутоматски квалифицираним за Златну арену.
Награде додељује оцењивачки суд од пет или шест чланова који се обично састоји од истакнутих редитеља и филмских критичара. На неким фестивалским издањима додељене су такође награде за најбољу мушку улогу по мишљењу публике, али оне се не сматрају Златним аренама. Током педесетих и шездесетих година награде су у глумачкој категорији додељиване за читав глумачки допринос у протеклој години, па је тако више добитника службено увршћено на попис добитника Златне арене за неколико филмова за одређену годину.

## Попис добитника
Следећи попис наводни добитнике Златне арене за најбољу главну мушку улогу на Фестивалу играном филма у Пули.

### За времеСФРЈ(1955—1990)
| Година | Добитник               | Оригинални наслов                                 |
| ------ | ---------------------- | ------------------------------------------------- |
| 1955.  | Стане Север            | Тренуци одлуке                                    |
| 1956.  | Берт Сотлар (подељена) | Не окрећи се сине                                 |
| 1956.  | Ljuba Tadić (подељена) | Велики и мали                                     |
| 1957.  | Младен Шермент         | Свога тела господар                               |
| 1958.  | Павле Вуисић           | Три корака у празно                               |
| 1959.  | Петре Прличко          | Мис Стон                                          |
| 1960.  | Антун Врдољак          | Рат                                               |
| 1961.  | Миха Балох             | Веселица                                          |
| 1962.  | Мија Алексић           | Др                                                |
| 1963.  | Слободан Перовић       | Мушкарци                                          |
| 1964.  | Љуба Тадић             | Марш на Дрину                                     |
| 1965.  | Бата Живојиновић       | Три Непријатељ                                    |
| 1966.  | Антун Налис (подељена) | Поглед у зјеницу сунца                            |
| 1966.  | Реља Башић (подељена)  | Рондо                                             |
| 1967.  | Бата Живојиновић       | Скупљачи перја Бреза Празник                      |
| 1968.  | Љуба Тадић             | Пре истине Вук са Проклетија                      |
| 1969.  | Борис Дворник          | Кад чујеш звона Мост                              |
| 1970.  | Стево Жигон            | Оксиген                                           |
| 1971.  | Дарко Дамевски         | Црно семе                                         |
| 1972.  | Бата Живојиновић       | Мајстор и Маргарита Трагови црне девојке          |
| 1973.  | Љубиша Самарџић        | Бомбаши Представа Хамлета у Мрдуши Доњој Сутјеска |
| 1974.  | Драгомир Бојанић       | Свадба                                            |
| 1975.  | Љуба Тадић             | Страх Доктор Младен                               |
| 1976.  | Радко Полич            | Идеалист                                          |
| 1977.  | Павле Вуисић           | Хајка Бештије Повратак отписаних                  |
| 1978.  | Раде Шербеџија         | Браво маестро                                     |
| 1979.  | Борис Дворник          | Повратак                                          |
| 1980.  | Љубиша Самарџић        | Рад на одређено време                             |
| 1981.  | Драган Николић         | Бановић Страхиња                                  |
| 1982.  | Љубиша Самарџић        | Савамала                                          |
| 1983.  | Мики Манојловић        | Нешто између                                      |
| 1984.  | Данило Стојковић       | Балкански шпијун                                  |
| 1985.  | Мики Манојловић        | Отац на службеном путу                            |
| 1986.  | Раде Шербеџија         | Вечерња звона                                     |
| 1987.  | Жарко Лаушевић         | Официр с ружом                                    |
| 1988.  | Мустафа Надаревић      | Глембајеви                                        |
| 1989.  | Јанез Хочевар          | Кафана Асторија                                   |
| 1990.  | Бранислав Лечић        | Глуви барут                                       |

### Хрватска(1992—данас)
| Година | Добитник                 | Оригинални наслов                      |                          |
| ------ | ------------------------ | -------------------------------------- | ------------------------ |
| 1991.  | Фестивал је био отказан. | Фестивал је био отказан.               | Фестивал је био отказан. |
| 1992.  | Свен Ласта               | Шкољка шуми                            |                          |
| 1993.  | Илија Ивезић             | Златне године                          |                          |
| 1994.  | Фестивал је био отказан  | Фестивал је био отказан                | Фестивал је био отказан  |
| 1995.  | Филип Шоваговић          | Испрани                                |                          |
| 1996.  | Рене Медевешек           | Седма хроника                          |                          |
| 1997.  | Свен Медвешек            | Мондо Бобо                             |                          |
| 1998.  | Филип Шоваговић          | Трансатлантик                          |                          |
| 1999.  | Иво Грегуревић           | Богородица                             |                          |
| 2000.  | Илија Ивезић             | Маршал                                 |                          |
| 2001.  | Филип Шоваговић          | Полагана предаја                       |                          |
| 2002.  | Иво Грегуревић           | Фине мртве дјевојке                    |                          |
| 2003.  | Златко Црнковић          | Ту                                     |                          |
| 2004.  | Горан Вишњић             | Дуга мрачна ноћ                        |                          |
| 2005.  | Иво Грегуревић           | Што је Ива снимила 21. листопада 2003. |                          |
| 2006.  | Крешимир Микић           | Пут лубеница                           |                          |
| 2007.  | Емир Хаџихафизбеговић    | Армин                                  |                          |
| 2008.  | Ален Ливерић             | Ничији син                             |                          |
| 2009.  | Рене Биторајац           | Метастазе                              |                          |
| 2010.  | Раде Шербеџија           | 72 дана                                |                          |
| 2011.  | Драшко Зидар             | Котловина                              |                          |
| 2012.  | Рене Биторајац           | Људождер вегетаријанац                 |                          |
| 2013.  | Богдан Диклић            | Одбрана и заштита                      |                          |
| 2014.  | Иво Грегуревић           | Косач                                  |                          |
| 2015.  | Емир Хаџихафизбеговић    | Таква су правила                       |                          |
| 2016.  | Лазар Ристовски          | С оне стране                           |                          |
| 2017.  | Небојша Глоговац         | Устав Републике Хрватске               |                          |
| 2018.  | Јанко Поповић Воларић    | Comic Sans                             |                          |